# Villa Paradiso
Villa Paradiso è un edificio storico di Napoli, situato tra il Rione Alto e la Zona Ospedaliera, nel quartiere Arenella.
Essa nacque nei primi anni del Novecento dall'unificazione di due precedenti proprietà, la settecentesca Villa Romeo e l'ottocentesca Villa Ruffo di Scilla. L'unificazione delle due proprietà e la realizzazione dell'attuale villa Paradiso in stile neoclassico è dovuta al cavalier Enrico Paradiso di Potenza. La proprietà si trovava nella parte finale della Salita Montedonzelli all'Arenella, oggi chiamata via Castellino.
Sopravvissuta alle speculazioni edilizie novecentesche, mantiene integra la parte superiore del suo giardino, che comprende una cappella ottocentesca (sconsacrata ed in seguito riabilitata al culto dal cardinale Ruffo nel 1923, per volere delle figlie del cavalier Paradiso), un pozzo ed alcune piccionaie; mentre nella parte inferiore è stato costruito un liceo scientifico ed un parco abitativo.
Tenendo conto di alcune fonti, in quella che era la Villa Romeo, dovrebbe esserci ancora una sala affrescata da Luca Giordano nel 1704 (con la raffigurazione delle Muse che fanno da corona ad Apollo sulla volta).